# Alberto Balbontín de Orta
Alberto Balbontín de Orta (Sevilla, 1903-1972) fue un arquitecto español del siglo XX. 

## Biografía
Balbontín de Orta nació en 1903 en Sevilla. Estudió arquitectura en Madrid. 
Fue fundador y primer director de la Escuela Técnica Superior de Arquitectura de Sevilla.
Se estableció con estudio propio y siempre en estrecha colaboración de su compañero Antonio Delgado y Roig. Una de sus obras más importantes es la Ermita de El Rocío, donde se venera a la virgen del mismo nombre situada en la aldea de El Rocío de Almonte (Huelva, España).
Una de las obras fundamentales de su carrera fue la reforma de la Real Fábrica de Tabacos de Sevilla en espacio universitario realizada entre los años 1950-1963.